# Это Англия ’90
«Это Англия 90» (англ. This Is England’90) — британский мини-сериал (4 части по 60 минут) Джека Торна и Шейна Медоуза. Является продолжением фильма «Это Англия» (2006) и мини-сериалов «Это Англия ’86» (2010), «Это Англия ’88» (2011). Сюжет фильма разворачивается в английском городке на фоне Чемпионата мира по футболу 1990 года в Италии и рассказывает о дальнейшей судьбе участников банды английских скинхедов.

## История создания
Съемки были начаты в начале 2012 года, но фильм вышел в эфир только в 2015 году. Медоуз сообщил, что это, вероятно, будет заключительная серия саги.

## Сюжет
«Это Англия '90» пропитан стилем 90-х годов XX века, в сюжете использована стилистика рейв-культуры — массовая дискотека с выступлением диджеев и исполнителей электронной музыки, а все события будут происходить на фоне Чемпионата мира по футболу 1990 года в Италии. В сериале на первом плане снова будут отношения Вуди и Лол и предстоящая их свадьба, непростые отношения Гаджа и Келли. Комбо вышел из тюрьмы после отбытия наказания за убийство Мика, отца Лол, в последней части сериала «Это Англия 86», и вроде бы начал новую жизнь. Но сможет ли Милки простить его?.